# Булавський Василь Тихонович
Василь Тихонович Булавський (псевдо: «Максим») (27 січня 1917, м. Рівне — 27 серпня 1943, с. Грядки, Дубенський район, Рівненська область) — перший обласний провідник ОУН Донеччини у жовтні-листопаді 1941, політичний референт Військового Округу УПА «Богун».

## Життєпис
Народився 27 січня 1917 року в селі Басів Кут (тепер мікрорайон міста Рівне). Походив із селянської родини.
Протягом 1930-х років навчався у Рівненській українській гімназії. Там він познайомився з майбутніми відомими лідерами ОУН на Волині — братами Яковом та Олександром Буслами, Ростиславом Волошиним, Михайлом Бляхарчуком, Костецьким та Анатолієм Маєвським, Андрієм Марченком. Всі вони під час навчання в гімназії вступили до лав ОУН. Згодом навчався на електротехнічному факультеті Львівської політехніки, а згодом у Берліні. Заарештований польською владою за діяльність в ОУН у серпні 1937 року.
Протягом 1939—1941 років перебував у Німеччині, де працював на різних посадах в Українському допомоговому комітеті. Добре володів німецькою, польською та російською мовами.
У 1941 році повертається до України, стає учасником похідних груп ОУН. Разом із соратниками добрався до Донецької області і став першим провідником ОУН Донеччини.
| Він зайшов з боку Дніпропетровська роєм з 12 осіб. Вони чогось вибрали Мар΄їнський район, а конкретно селище Красногорівку. Саме з Красногорівки посилалися посланці в Маріупіль, Ольгінку. Разом з ними сюди пройшов і мельниківський провід ОУН. Василь Булавський одразу розгорнув бурхливу діяльність. В Домі Піонерів Донецька, це зараз Консерваторія, він устроїв збір інтелігенції міста. Резолюцією зборів стало рішення включатися в роботу газет, органів міської влади, освіти саме оунівцям і людям, що їх підтримують. [1] |
Із липня 1943 року політичний референт Військового Округу УПА «Богун» і керівник підпільної друкарні у селі Грядки, Дубенського району. Загинув 27 серпня 1943 (за іншими даними 24 серпня) у цьому ж селі в бою з німецькою каральною експедицією.